# Сан-Фульхенсіо (Аліканте)
Сан-Фульхенсіо (ісп. San Fulgencio) — муніципалітет в Іспанії, у складі автономної спільноти Валенсія, у провінції Аліканте. Населення — 9091 особа (2022).

## Географія
Муніципалітет розташований на відстані близько 360 км на південний схід від Мадрида, 33 км на південний захід від Аліканте.
На території муніципалітету розташовані такі населені пункти: (дані про населення за 2010 рік)
- Лос-Мартінес: 333 особи
- Сан-Фульхенсіо: 11811 осіб

## Демографія
Динаміка населення (INE ):

## Галерея зображень

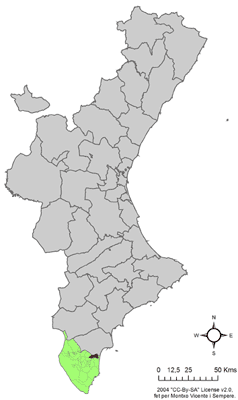
Розташування муніципалітету Сан-Фульхенсіо у автономній спільноті Валенсія
Розташування муніципалітету Сан-Фульхенсіо у комарці Вега-Баха-дель-Сегура